# Gytis Radzevičius
Gytis Radzevičius (Vilnius, 17 luglio 1995) è un cestista lituano.

## Palmarès
- Campionato lituano: 2

Rytas: 2021-2022, 2023-2024